# إيفار ييفر
إيفار ييفر (بالنرويجية: Ivar Giaever) هو فيزيائي أمريكي نرويجي حاز على جائزة نوبل للفيزياء عام 1973. وقد حاز على الجائزة بالمشاركة مع ليو إساكي وبريان جوزيفسن عن «اكتشافاتهم ظاهرة الأنفاق الكمومية» (Quantum tunnelling) في المواد الصلبة». وكانت مشاركة جيفيير في هذه الجائزة عن «اكتشافاته العملية لظاهرة الأنفاق الكمومية في الموصلات الفائقة».
ولد إيفار ييفر في 5 أبريل 1929 بمدينة برغن بالنرويج، وهو يعمل أستاذاً في كلية التكنولوجيا رينسيلار الأمريكية حيث يرأس قسم الفيزياء الحيوية التطبيقية (Applied Biophysics)، كما يحاضر بجامعة أوسلو.

## روابط خارجية
- إيفار ييفر على موقع IMDb (الإنجليزية)
- إيفار ييفر على موقع الموسوعة البريطانية (الإنجليزية)
- إيفار ييفر على موقع مونزينجر (الألمانية)
- إيفار ييفر على موقع ميوزك برينز (الإنجليزية)
- إيفار ييفر على موقع إن إن دي بي (الإنجليزية)